# Sumé (Paraíba)
Pour les articles homonymes, voir Sumé.
Sumé est une ville brésilienne du centre de l'État de la Paraíba.
Sa population était estimée à 16 456 habitants en 2007. La municipalité s'étend sur 838 km2.